# Tectaria lombokensis
Tectaria lombokensis är en ormbunkeart som beskrevs av Holtt. Tectaria lombokensis ingår i släktet Tectaria och familjen Tectariaceae. Inga underarter finns listade.